# Split ballot
Das Split-Ballot(-Experiment) bzw. gegabelte Befragung (auch Methodengabelung) ist ein Forschungsdesign der Umfrageforschung.

## Zielsetzung
Gegabelte Befragungen werden zur Untersuchung von Instrumenteffekten benutzt. Dabei wird eine Stichprobe nach dem Zufallsprinzip in zwei oder mehr Unterstichproben (Substichproben) unterteilt („Gabelung“). Die Unterstichproben werden dann mit verschiedenen Versionen von Befragungen untersucht, zum Beispiel durch Umordnung der Fragen in einem Fragebogen zur Identifikation oder Vermeidung von Fragekontexteffekten.
Sie dienen zur Überprüfung des Einflusses unterschiedlicher Frageformulierungen auf die Antworten, denn scheinbar unbedeutende Änderungen einer Formulierung verändern Antwortmuster zum Teil drastisch.
Für die Evaluierung von Fragen hat die gegabelte Befragung das Ziel, eine Entscheidung für diejenige Fragenvariante zu bekommen, die letztlich zum Einsatz kommt. Es sollte dafür eine Feld-Voruntersuchung mit gegabelter Befragung eingesetzt werden, mit einem Stichprobenumfang von mindestens 100 Interviews.